# Kedungtuban (plaats)
Kedungtuban is een bestuurslaag in het regentschap Blora van de provincie Midden-Java, Indonesië. Kedungtuban telt 5483 inwoners (volkstelling 2010).